# 11849 Фовел
11849 Фовел  (11849 Fauvel) — астероїд головного поясу, відкритий 15 лютого 1988 року.
Тіссеранів параметр щодо Юпітера — 3,364.